# Thorelliola trucilonga
Thorelliola trucilonga är en spindelart som beskrevs av Gardzinska, Patoleta 1997. Thorelliola trucilonga ingår i släktet Thorelliola och familjen hoppspindlar. Inga underarter finns listade i Catalogue of Life.